# Linea C7 (Cercanías di Madrid)
La linea C7 delle Cercanías di Madrid collega la stazione di Alcalá de Henares con quella di Fuente de la Mora. La linea è stata inaugurata nel 1989.
Oltre a Madrid, la linea serve anche i comuni di Alcalá de Henares, Torrejón de Ardoz, Coslada, Las Rozas, Majadahonda e Pozuelo de Alarcón.

## Stazioni
- Alcalá de Henares
- La Garena
- Soto del Henares
- Torrejón de Ardoz
- San Fernando
- Coslada  (Coslada Central )
- Vicálvaro  (Puerta de Arganda )
- Santa Eugenia
- Vallecas  (Sierra de Guadalupe )
- El Pozo
- Asamblea de Madrid-Entrevías
- Atocha         (Atocha )
- Recoletos
- Nuevos Ministerios       (Nuevos Ministerios   )
- Chamartín        (Chamartín  )
- Ramón y Cajal
- Pitis   (Pitis )
- Las Rozas
- Majadahonda
- El Barrial
- Pozuelo
- Aravaca  (Aravaca )
- Príncipe Pío   (Príncipe Pío   )
- Pirámides   (Pirámides )
- Delicias
- Méndez Álvaro    (Méndez Álvaro )
- Atocha         (Atocha )
- Recoletos
- Nuevos Ministerios       (Nuevos Ministerios   )
- Chamartín        (Chamartín  )
- Fuente de la Mora   (Fuente de la Mora )